# Slip fangerne løs, det er forår!
Slip fangerne løs – det er forår! er en svensk komediefilm fra 1975 instrueret af Tage Danielsson. Medvirkende tæller blandt andre Lena Nyman, Gösta Ekman, Margaretha Krook og Ernst-Hugo Järegård.

## Handling
Frida bor sammen med sin ven i et hus på landet. Hun afviser ideen om, at folk, der har begået forbrydelser, skal spærres inde. En dag bliver deres eget hus udsat for indbrud af en mand ved navn Harald, som bliver idømt fængsel. I overensstemmelse med hendes filosofi beslutter Frida sig for at bruge alle mulige midler for at gøre det muligt for Harald at flygte.

## Medvirkende (i udvalg)
- Lena Nyman - Frida
- Tage Danielsson - Fridas ven
- Helena Brodin - Fridas vens mor
- Gösta Ekman - Frans
- Hans Alfredson - fængselsbetjent Erlandsson
- Georg Årlin - rådmand
- Margaretha Krook - Flora
- Ernst-Hugo Järegård - Harald
- Jan Malmsjö - Professoren, fange
- Rune Gustafsson - Segovia
- Henric Holmberg - fange der skræller kartofler
- Rolf Sohlman - fartbølle
- Vera Schmiterlöw - Asta Nilsson
- Dora Söderberg - dame der ringer til politiet for at få hjælp til madlavning
- Per-Axel Arosenius – betjent